# Takayuki Kuwata
Takayuki Kuwata (桑田 隆幸 Kuwata Takayuki?,  nacido el 26 de junio de 1941 en Hiroshima) es un exfutbolista japonés que se desempeñaba como delantero.
Kuwata jugó 5 veces y marcó 2 goles para la selección de fútbol de Japón entre 1961 y 1962. Kuwata fue elegido para integrar la selección nacional de Japón para los Juegos Asiáticos de 1962.

## Trayectoria

### Clubes
| Club            | País  | Año         |
| --------------- | ----- | ----------- |
| Toyo Industries | Japón | 1965 - 1969 |

### Selección nacional
| Selección | País  | Año         |
| --------- | ----- | ----------- |
| Absoluta  | Japón | 1961 - 1962 |

## Estadística de equipo nacional
| Selección de Japón | Selección de Japón | Selección de Japón |
| Año                | Part.              | Goles              |
| ------------------ | ------------------ | ------------------ |
| 1961               | 2                  | 1                  |
| 1962               | 3                  | 1                  |
| Total              | 5                  | 2                  |

## Palmarés

### Títulos nacionales
| Título              | Club                  | País  | Año  |
| ------------------- | --------------------- | ----- | ---- |
| Copa del Emperador  | Universidad de Waseda | Japón | 196  |
| Japan Soccer League | Toyo Industries       | Japón | 1965 |
| Copa del Emperador  | Toyo Industries       | Japón | 1965 |
| Japan Soccer League | Toyo Industries       | Japón | 1966 |
| Japan Soccer League | Toyo Industries       | Japón | 1967 |
| Copa del Emperador  | Toyo Industries       | Japón | 1967 |
| Japan Soccer League | Toyo Industries       | Japón | 1968 |
| Copa del Emperador  | Toyo Industries       | Japón | 1969 |

### Distinciones individuales
| Distinción                  | Año  |
| --------------------------- | ---- |
| Japan Soccer League Best XI | 1966 |
| Japan Soccer League Best XI | 1967 |